# Kramer Rocks
Die Kramer Rocks sind zwei Klippenfelsen vor der Graham-Küste des Grahamlands auf der Antarktischen Halbinsel. Sie liegen 5 km südöstlich des Kap Pérez im nördlichen Teil der Beascochea-Bucht.
Der Falkland Islands Dependencies Survey kartierte sie anhand von Luftaufnahmen der Hunting Aerosurveys Ltd. aus den Jahren von 1956 bis 1957. Das UK Antarctic Place-Names Committee benannte sie 1959 nach dem österreichischen Militärarzt Johann Georg Heinrich Kramer (ca. 1690–1773), der 1737 Mangelernährung als Ursache für Skorbut erkannt hatte.